# G型上陸用舟艇
G型上陸用舟艇（G class landing craft）は、マリン・アルテック（Marine Alutech）社製ウォーターキャットM8を基に開発された上陸用舟艇。

## 概要
スウェーデン海軍の水陸両用戦軍団の輸送と上陸作戦用に100隻が配備された。（スウェーデン名：Gruppb t）
フィンランド海軍も採用して、ウーシマー旅団などに30隻以上が配備された。（フィンランド名：G-vene）
ウォータージェット推進により高速力と優れた運動性を持ち、貨物/兵員搭載スペースには、8名の兵員または1tの貨物が積載できる。

## 採用国
- スウェーデン
- フィンランド